# Jesús Montoia
Jesús Montoia Oribe (Vitoria, 20 de septiembre de 1960-Moratalla, 30 de junio de 2019) fue un pintor español.

## Biografía
De formación autodidacta, en los años ochenta del siglo XX se dedicó a la pintura «por necesidad». Pintó por encargo para marchantes obras de diversa temática dentro del realismo y sobre todo del hiperrealismo, como bodegones, retratos o paisajes, antes de recibir el influjo de la pintura china en 2010 gracias al ilustrador y dibujante de Molina de Segura Juan Espallardo.
Expuso sus obras en Molina de Segura, Jávea, Zarauz y Bruselas entre otros lugares.
Realizó las ilustraciones de la novela Los reinos de Otrora del escritor Manuel Moyano, publicada por la editorial Pez de Plata.
En cuanto a los materiales y soportes que empleaba hay que mencionar  técnica mixta sobre papel de arroz donde usaba tinta china con caña de bambú, acuarela y otros recursos gráficos.
Los temas de su última etapa tiene un carácter social y de denuncia: la sociedad posindustrial y los desechos de la sociedad, como fábricas en ruinas, grafitis sobre muros de hormigón y mendigos.